# 20096 Shiraishiakihiko
20096 Shiraishiakihiko è un asteroide della fascia principale. Scoperto nel 1994, presenta un'orbita caratterizzata da un semiasse maggiore pari a 3,0627288 UA e da un'eccentricità di 0,0581310, inclinata di 10,03593° rispetto all'eclittica.